# Linariopsis
Linariopsis es un género de plantas de flores de la familia Pedaliaceae. Comprende dos especies.

## Especies seleccionadas
- Linariopsis chevalieri
- Linariopsis prostrata